# ایا هیرایاما
ایا هیرایاما (به انگلیسی: Aya Hirayama و به ژاپنی 平山 あや) زاده ۱۳ ژانویه سال ۱۹۸۴ یک بازیگر زن ژاپنی است که از مهمترین آثار وی می‌توان به بازی در فیلم مبارزی در باد اشاره کرد.

## فیلمشناسی

### Film
- دستشویی مردانه (۲۰۰۱)
- بوسه عاشق (۲۰۰۳)
- Kochira Katsushika-ku Kameari Kōen-mae Hashutsujo THE MOVIE 2 (2003)
- مبارزی در باد (۲۰۰۴)
- بلک جک (مانگا) (۲۰۰۵) صدا
- پنهان! (۲۰۰۶)
- شکوفه در سایه (2008)[۱]
- تحریک کارخانه (۲۰۱۰)

### تلویزیون
- Gokusen 3 (نیپون تلویژن, ۲۰۰۸) [مانگا/انیمه] voice
- Hataraki Man (نیپون تلویژن, ۲۰۰۷) [مانگا/انیمه] voice
- بی پروا ۱۷ (تی‌وی آساهی, ۲۰۰۵)
- Mystery Minzoku Gakusha Yakumo Itsuki (تی‌وی آساهی, ۲۰۰۴)
- Gekidan Engimono Unlucky Days - Natsume no Mousou as Miki (فوجی تلویژن, ۲۰۰۴)
- Renai Shousetsu (WOWOW, 2004)
- Dan Doh!! (تی‌وی توکیو, 2004) [Manga/Anime] voice
- Kaettekita Locker no Hanako-san (ان‌اچ‌کی, ۲۰۰۳)
- Boku no Mahou Tsukai (نیپون تلویژن, 2003, ep3)
- Itsumo Futari de (فوجی تلویژن, ۲۰۰۳)
- Locker no Hanako-san (ان‌اچ‌کی, ۲۰۰۲)
- Ginza no Koi (نیپون تلویژن, ۲۰۰۲)
- Fighting Girl (فوجی تلویژن, ۲۰۰۱)
- Hatachi no Kekkon (توکیو برودکاستینگ سیستم, ۲۰۰۰)
- Rinjin wa Hisoka ni warau (نیپون تلویژن, ۱۹۹۹)
- تنیس نه بوسه (نیپون تلویژن, ۱۹۹۹)

### بازی ویدئویی
- داستان (۲۰۰۰، اسکوارانیکس) صدا